# 푸른 침실
"푸른 침실"은 1970년 공개된 대한민국의 영화이다.

## 배역
- 최무룡
- 문희
- 남궁원
- 백영민